# Chalautre-la-Petite
Chalautre-la-Petite és un municipi francès, situat al departament del Sena i Marne i a la regió d'Illa de França. L'any 2007 tenia 548 habitants.
Forma part del cantó de Provins, del districte de Provins i de la Comunitat de comunes del Provinois.

## Demografia

### Població
El 2007 la població de fet de Chalautre-la-Petite era de 548 persones. Hi havia 204 famílies, de les quals 36 eren unipersonals (12 homes vivint sols i 24 dones vivint soles), 80 parelles sense fills, 76 parelles amb fills i 12 famílies monoparentals amb fills.
La població ha evolucionat segons el següent gràfic:
Habitants censats

### Habitatges
El 2007 hi havia 245 habitatges, 211 eren l'habitatge principal de la família, 21 eren segones residències i 13 estaven desocupats. 244 eren cases i 1 era un apartament. Dels 211 habitatges principals, 190 estaven ocupats pels seus propietaris, 17 estaven llogats i ocupats pels llogaters i 4 estaven cedits a títol gratuït; 3 tenien dues cambres, 22 en tenien tres, 65 en tenien quatre i 121 en tenien cinc o més. 159 habitatges disposaven pel capbaix d'una plaça de pàrquing. A 83 habitatges hi havia un automòbil i a 118 n'hi havia dos o més.

### Piràmide de població
La piràmide de població per edats i sexe el 2009 era:
| Homes | Edats   | Dones |
| ----- | ------- | ----- |
| 0     | 95 o +  | 0     |
| 0     | 90 a 94 | 0     |
| 0     | 85 a 89 | 0     |
| 4     | 80 a 84 | 0     |
| 4     | 75 a 79 | 8     |
| 8     | 70 a 74 | 12    |
| 8     | 65 a 69 | 4     |
| 12    | 60 a 64 | 12    |
| 24    | 55 a 59 | 16    |
| 16    | 50 a 54 | 32    |
| 16    | 45 a 49 | 20    |
| 40    | 40 a 44 | 36    |
| 24    | 35 a 39 | 32    |
| 16    | 30 a 34 | 20    |
| 4     | 25 a 29 | 16    |
| 16    | 20 a 24 | 4     |
| 24    | 15 a 19 | 28    |
| 36    | 10 a 14 | 32    |
| 32    | 5 a 9   | 24    |
| 16    | 0 a 4   | 12    |

## Economia
El 2007 la població en edat de treballar era de 349 persones, 251 eren actives i 98 eren inactives. De les 251 persones actives 238 estaven ocupades (125 homes i 113 dones) i 13 estaven aturades (4 homes i 9 dones). De les 98 persones inactives 42 estaven jubilades, 28 estaven estudiant i 28 estaven classificades com a «altres inactius».

### Ingressos
El 2009 a Chalautre-la-Petite hi havia 213 unitats fiscals que integraven 578,5 persones, la mediana anual d'ingressos fiscals per persona era de 22.496 €.

### Activitats econòmiques
Dels 18 establiments que hi havia el 2007, 2 eren d'empreses de fabricació d'altres productes industrials, 6 d'empreses de construcció, 1 d'una empresa de comerç i reparació d'automòbils, 2 d'empreses de transport, 1 d'una empresa d'informació i comunicació, 2 d'empreses financeres, 1 d'una empresa immobiliària, 2 d'empreses de serveis i 1 d'una empresa classificada com a «altres activitats de serveis».
Dels 5 establiments de servei als particulars que hi havia el 2009, 2 eren paletes, 1 guixaire pintor, 1 electricista i 1 perruqueria.

## Equipaments sanitaris i escolars
El 2009 hi havia una escola maternal integrada dins d'un grup escolar amb les comunes properes formant una escola dispersa.

## Poblacions més properes
El següent diagrama mostra les poblacions més properes.